# Ion (Bildhauer)
Ion (altgriechisch Ἴων) war ein antiker griechischer Erzgießer bzw. Bildhauer, der in der zweiten Hälfte des 4. Jahrhunderts v. Chr. tätig war.
Ion ist nur aufgrund der literarischen Überlieferung bekannt. Er wird beim älteren Plinius in dessen Naturalis historia neben Lysipp als einer der Bildhauer genannt, die in der 113. Olympiade (328–325 v. Chr.) aktiv waren.